# Lago de Güija
Der maximal 45 km² große, von kleineren Vulkanbergen umstandene Lago de Güija ist ein ca. 430 bis 440 m hoch gelegener Grenzsee zwischen den mittelamerikanischen Staaten Guatemala und El Salvador. Auf salvadorianischer Seite liegt das Wasserkraftwerk Hidroeléctrica Guajoyo.

## Lage
Der größere östliche Teil des Lago de Güija liegt im salvadorianischen Departamento Santa Ana und der kleinere westliche Teil im guatemaltekischen Departamento Jutiapa.

## Flüsse
Der Lago de Güija wird aus mehreren Flüssen gespeist; die größten sind der Río Angue und der Río Tamazulapa. Der etwa 15 km lange Ausfluss des Sees mündet in den Río Lempa.

## Zweck
Der Stausee dient zur Wasserregulierung des Río Lempa, zur Trinkwasserversorgung der umliegenden Gemeinden, zur Stromerzeugung und für Freizeitzwecke (Angeln, Baden, Bootstouren).

## Geschichte
Bereits in vorspanischer Zeit war die Region besiedelt; im Jahr 1924 fand man auf der Isla Igualtepeque mehrere Petroglyphen, darunter auch den sogenannten „Stein der Sonne und des Mondes“ (piedra del sol y la luna), deren genaues Alter jedoch unbekannt ist.